# Carlo Ponti (fotógrafo)

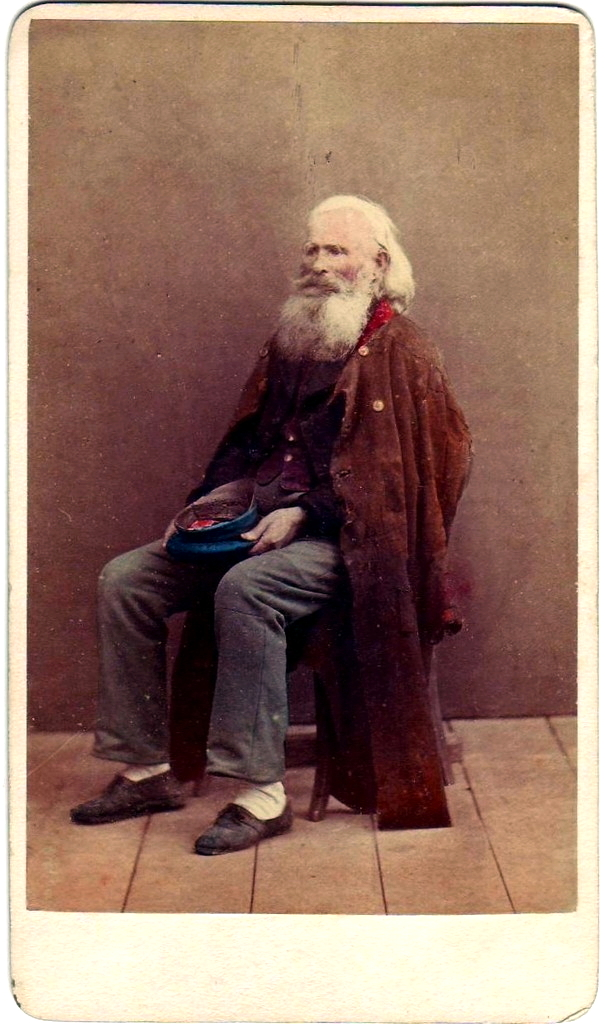
Un mendigo por Carlo Ponti

Carlo Ponti (Sagno, comuna de Breggia, 1823 - Venecia, 1893) fue un óptico y fotógrafo suizo.
Ponti nació en el cantón del Tesino. Trabajó como óptico para Víctor Manuel II de Italia e inventó el megaletoscopio, un dispositivo de observación para fotografías y una versión más grande del aletoscopio.